# Tillmans Corner
Tillmans Corner  è un census-designated place (CDP) degli Stati Uniti d'America situato nella contea di Mobile dello stato dell'Alabama.